# Portret króla Augusta III w stroju polskim
Portret króla Augusta III w stroju polskim – obraz olejny, namalowany przez francuskiego malarza Louisa de Silvestre’a w 1737.

## Opis
Portret przedstawia elektora Saksonii, króla Polski i wielkiego księcia litewskiego Augusta III Sasa w pozycji en pied z kołpakiem w lewej dłoni. Ubrany jest w polski strój narodowy – biały żupan i czerwony kontusz ze złotym pasem kontuszowym i karabelą u lewego boku; czupryna podgolona „po szlachecku”. Na szyi króla wisi Order Złotego Runa, na lewej piersi przyszyta jest gwiazda orderowa, a sam Order Orła Białego zawieszony jest na wstędze z błękitnej mory, przewieszonej przez lewe ramię. Dopełnienie stanowią wysokie żółte safianowe buty. 
August III swoim wyglądem nawiązuje do sarmatyzmu toteż płaszcz koronacyjny przewieszony jest na tronie, a insygnia koronacyjne – korona, jabłko, berło i miecz, spoczywają na stole obok.
Obraz znajduje się w zbiorach Galerii Obrazów Starych Mistrzów w Dreźnie.